# Enjames
Enjames (llamada oficialmente San Xoán de Enxames) es una parroquia y un lugar del municipio español de Villardevós, en la provincia de Orense, Galicia.

## Toponimia
La parroquia también es conocida por el nombre de San Juan de Enjames.

## Organización territorial
La parroquia está formada por una entidad de población:
- Enjames (Enxames)

## Demografía
Gráfica demográfica del lugar y parroquia de Enjames según el INE español:
| Gráfica de evolución demográfica de Enjames entre 2000 y 2023 |
|                                                               |
| Datos según el nomenclátor publicado por el INE.              |